# Wata el Mrouj
Wata-el-Mrouj  (arabe : وطى المروج) est un village libanais situé dans le caza du Metn au Mont-Liban. La population est presque exclusivement chrétienne.